# Museo del Observatorio Meteorológico y Astronómico
El Museo del Observatorio Meteorológico y Astronómico es el primer observatorio de Uruguay, ubicado en el barrio Lezica dentro del Colegio Pío IX.

## Características

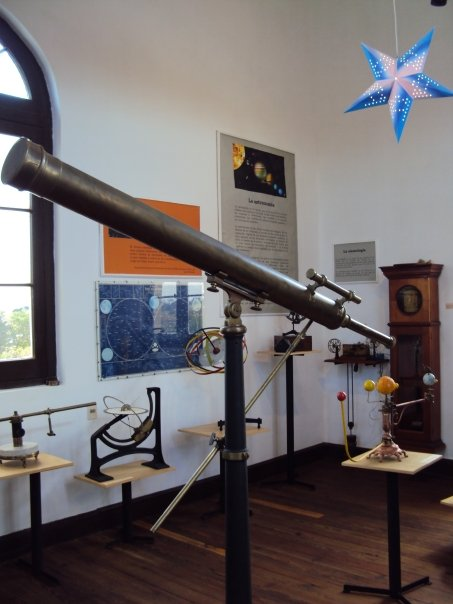
Acervo del museo

Comenzó a funcionar en 1882 en las instalaciones del Colegio Pío por iniciativa de Luis Lasgna. Para su construcción parte de sus instrumentos debieron ser traídos desde Italia. Luego de su inauguración, los directores del observatorio realizaron importantes investigaciones y observaciones meteorológicas. 
En el año 2006 el observatorio fue reinaugurado por impulso de un grupo de exaslumnos, bajo la directivas del meteorólogo José Serra. Con su apertura el observatorio y museo recibió la denominación de Profesor Luis Morandi, en memoria de quien fuera director del observatorio y ideador de la primera red de estaciones meteorológicas en territorio uruguayo, y de la creación de un organismo técnico a nivel oficial.
El observatorio cuenta con dos niveles y una amplia azotea.

## Acervo
En el museo se conservan diferentes aparatos meteorológicos y astronómicos del sdel siglo XIX.
Además de las observaciones realizadas por Luis Morandi